# Not a Moment Too Soon
Not a Moment Too Soon é o segundo álbum de estúdio do cantor country Tim McGraw, lançado em 1994. O álbum atingiu o #1 lugar na Billboard Top 200.

## Faixas
1. "It Doesn't Get Any Countrier Than This" (Jerry Vandiver, Randy Archer) – 2:30
2. "Give It to Me Strait" (Reese Wilson, Stephen Grauberger) – 2:46
3. "Wouldn't Want It Any Other Way" (Ed Hill, David Frasier) – 3:50
4. "Down on the Farm" (Jerry Laseter, Kerry Kurt Phillips) – 2:55
5. "Not a Moment Too Soon" (Wayne Perry, Joe Barnhill) – 3:46
6. "Indian Outlaw" (Tommy Barnes, Gene Simmons, John D. Loudermilk) – 3:01
7. "Refried Dreams" (Jim Foster, Mark Peterson) – 2:45
8. "Don't Take the Girl" (Craig Martin, Larry W. Johnson) – 4:09
9. "40 Days and 40 Nights" (Barnes) – 2:57
10. "Ain't That Just Like a Dream" (Tony Mullins, Stan Munsey Jr.) – 3:23